# Towelhead
Towelhead is een Amerikaanse dramafilm uit 2007 onder regie van Alan Ball. Het verhaal is gebaseerd op dat uit het gelijknamige boek van Alicia Erian. Omdat verschillende belangengroepen aanstoot namen aan de titel, werd de film ook uitgebracht als Nothing Is Private. Summer Bishil werd voor haar hoofdrol als Jasira Maroun genomineerd voor een Independent Spirit Award.

## Verhaal
De dertienjarige Jasira Maroun (Summer Bishil) woont met haar moeder Gail Monahan (Maria Bello) en diens nieuwe vriend Barry (Chris Messina) in Syracuse. De Golfoorlog staat op het punt uit te breken. Jasira merkt dat in hoe ze door anderen behandeld wordt, omdat ze de dochter is van een Amerikaanse moeder en een Libanese vader. Omdat ze gepest werd in het zwembad, helpt Barry haar met het afscheren van haar schaamhaar, zodat dit niet meer zichtbaar is buiten haar badpak. Als haar moeder daarachter komt, wordt die woest. Ze vindt dat Jasira niet op die manier om mag gaan met volwassen mannen. Daarom stuurt ze Jasira naar haar vader Rifat Maroun (Peter Macdissi). Ze moet bij hem gaan wonen en van hem leren hoe ze zich dient te gedragen in het bijzijn van een man.
Rifat werkt voor de NASA en heeft pas een huis in Houston gekocht, waar hij Jasira ontvangt. Hoewel hij van Libanese afkomst is, profileert hij zich zo veel mogelijk als Amerikaans burger om maar niet aangezien te worden voor iemand wiens sympathieën eigenlijk in het Midden-Oosten liggen. Binnen de deuren van zijn eigen huis houdt hij er niettemin wel de conservatieve normen en waarden uit zijn land van herkomst op na. Hoewel hij Jasira allervriendelijks ontvangt, slaat hij haar ook in haar gezicht wanneer ze bij het ontbijt niet kuis genoeg gekleed is naar zijn zin.
Omdat Rifat nieuw is in de buurt, komen de blanke Amerikaanse overburen Travis (Aaron Eckhart) en Evelyn Vuoso (Carrie Preston) zich met hun zoontje Zack (Chase Ellison) aan de deur voorstellen. Rifat regelt achter Jasira's rug om dat zij als oppas voor de drie jaar jongere Zack bij ze kan werken. Zo komt ze erachter dat de jongen stiekem in de erotische blaadjes van zijn vader leest en kijkt ze zelf ook in. Jasira raakt er opgewonden van en wanneer ze eenmaal een orgasme opgewekt heeft bij zichzelf, kan ze daar geen genoeg meer van krijgen. Travis merkt dat de kinderen in zijn blootblaadjes kijken en neemt die af. Als Jasira hem vertelt dat ze orgasmes krijgt van de foto's, geeft hij haar er stiekem een in een bruine zak voor op haar kamer. Jasira is op een leeftijd gekomen dat ze voor het eerst menstrueert. Rifat koopt daarom maandverband voor haar. Na een ongelukje geeft een schoonmaakster haar in het toilet op school een tampon. Dat bevalt Jasira een stuk beter, maar Rifat verbiedt haar deze te gebruiken.
Rifat stelt Jasira voor aan zijn nieuwe vriendin Thena Panos (Lynn Collins). Hij laat zijn dochter steeds vaker alleen thuis om bij haar te zijn. Buurman Travis maakt daar gebruik van door Jasira steeds op te zoeken als die alleen thuis is en haar zover te krijgen dat hij aan haar mag zitten. Ze laat dit uit nieuwsgierigheid toe, maar ziet Travis liever wegblijven. Travis ontmaagdt haar per ongeluk met zijn vingers. Hier schrikt hij in eerste instantie van, maar later begint hij zich toch weer op te dringen. De hoogzwangere buurvrouw Melina Hines (Toni Collette) is meestal thuis en haar valt het op dat ze Travis en Jasira vaak samen ziet. Hoewel Jasira ontkent dat er iets aan de hand is, begint Melina een oogje in het zeil te houden. Zo verstoort ze vanaf dan regelmatig Travis' plannen om alleen met Jasira te zijn. Rifat steekt niet onder stoelen of banken dat hij Travis niet mag omdat hij denkt dat die hem als pro-Saddam ziet, hoewel Travis daar nooit iets van heeft laten blijken. Wanneer Zack Jasira uitschelt voor towelhead, cameljockey en sandnigger geeft zij hem een tik op zijn arm. Hij vertelt dit boos aan zijn moeder. Die komt Jasira ontslaan. Wanneer die vertelt waarom ze Zack een tik gaf, kiest Rifat haar kant en is de burenband helemaal kapot. Alleen Travis blijft stiekem Jasira opzoeken. Hij wil seks met haar, maar Melina zorgt er steeds voor dat hij daar geen gelegenheid voor heeft. Hoewel ze geen bewijs heeft, vertrouwt ze Travis niet.
Jasira raakt bevriend met haar Afro-Amerikaanse klasgenoot Thomas Bradley (Eugene Jones III). Hij is net zoals haar zijn seksualiteit aan het ontwikkelen. Ze beginnen samen stiekem te rommelen. Omdat ze dat vraagt, neemt hij stiekem scheermesjes en tampons van zijn moeder voor haar mee naar school. Wanneer Rifat zijn dochter op komt halen na een etentje bij Thomas en zijn ouders, verbiedt hij Jasira nog langer met Thomas om te gaan. Hij wist niet dat die zwart was en Rifat wil niet dat zijn dochter met zwarten omgaat. Ze negeert het en blijft met Thomas seksuele dingen uitproberen. Zijn complimentjes doen haar goed en Thomas doet nooit iets wat of wanneer zij niet wil. Travis neemt haar mee uit eten. Wanneer ze terugkomen, worden ze samen gezien door Gil (Matt Letscher), Melinas man die terug is uit Jemen. Daarop komt Melina Jasira waarschuwen om op te letten. Met Kerstmis geeft ze Jasira een boek over de veranderingen die meisjes ondergaan wanneer ze volwassen worden. Niettemin praat Travis zich bij haar binnen met de smoes dat hij de volgende dag naar Irak moet vanwege de oorlog. Ze staat hem toe seks met haar te hebben.
Travis blijkt de volgende dag nog thuis en geen aanstalten te maken om ergens heen te gaan. Op dat moment gaat er bij Jasira een knop om en wil ze niets meer van hem weten. Rifat vindt het blootblaadje dat ze van Travis kreeg en is woest om haar. Hij slaat haar net zo lang op haar been tot daar een bloeduitstorting op zit en wil haar thuis nog eens op haar donder gaan geven, maar Jasira vlucht naar Gil en Melina. Die zeggen Rifat haar maar even te laten blijven om de zaak te laten bekoelen. Gil maakt hem in het Arabisch duidelijk dat hij de bloeduitstorting gezien heeft. Rifat stemt daarom schoorvoetend toe. Thomas mag langskomen van Melina, maar die weet niet dat de kinderen de gelegenheid aangrijpen om met elkaar naar bed te gaan. Wanneer Rifat langskomt en een condoom van Thomas in de wc ziet liggen, wordt hij woest. Hij briest dat Thomas zijn dochter niet had mogen ontmaagden. Jasira gooit er dan uit dat Thomas dat niet gedaan heeft en wat er met Travis gebeurd is. De gemoederen bedaren en de politie wordt gebeld om Travis aan te geven.
Jasira ziet Travis de volgende dag buiten staan. Hij is op borgtocht vrij. Ze wil hem zijn kat Snowball geven, die haar vader per ongeluk doodreed. Hij zegt haar dat wat er gebeurd is, niet haar schuld is. Melina ziet ze samen staan en wil naar buiten rennen, maar valt en komt niet meer omhoog. Travis rent weg. Wanneer Jasira 911 wil gaan bellen, hoort ze de ziekenwagen al aankomen. Door het raam ziet ze Travis met een telefoon staan. Hij heeft al gebeld. Buiten op een muurtje praat Jasira met Thomas. Hij heeft gehoord wat er met Travis is gebeurd en stelt dat ze voorlopig maar van elkaar af moeten blijven. Jasira verzekert hem dat ze dat helemaal niet wil en dat ze het met hem wel fijn heeft. Jasira en Rifat worden naar het ziekenhuis geroepen wanneer Melina gaat bevallen. Gil kan er niet op tijd zijn en Melina wil dat Rifat haar bijstaat. Rifat vindt dit niet gepast, maar laat in plaats daarvan wel Jasira bij Melina.

## Rolverdeling
| - Summer Bishil - Jasira Maroun - Peter Macdissi - Rifat Maroun - Aaron Eckhart - Travis Vuoso - Carrie Preston - Evelyn Vuoso - Chase Ellison - Zack Vuoso - Lynn Collins - Thena Panos - Toni Collette - Melina Hines - Matt Letscher - Gil Hines | - Gemmenne de la Peña - Denise - Robert Baker - Mr. Joffrey - Eugene Jones III - Thomas Bradley - Shari Headley - Mrs. Bradley - Randy J. Goodwin - Mr. Bradley - Maria Bello - Gail Monahan - Chris Messina - Barry |

## Trivia
- Actrice Bishil speelde de dertienjarige Jasira, maar was in werkelijkheid achttien tijdens de opnames.
- Discussies over de titel van de film zijn (onder meer) te vinden op de dvd-versie van Towelhead.